# 美浜東バイパス
美浜東バイパス（みはまひがしバイパス、Mihama-higashi By-pass）は、福井県の三方郡美浜町佐田から同町佐柿に至る総延長4.9kmの国道27号バイパスである。金山バイパスと一体化しており、全通により敦賀インターチェンジから美浜市街までほぼ直線的に移動できるようになった。全区間で国道162号と重複している。

## 概要
美浜東バイパスは、特にラッシュ時や夏季に慢性的な渋滞を起こす国道27号佐田交差点を迂回する形で建設されているバイパス道路。佐田ランプで国道27号金山バイパスと接続している。佐田-山上は4車線、山上-佐柿は完成2車線で整備されている。歩道は佐田ランプ-太田ランプと山上ランプ-佐柿ランプに整備してある。

西行きの距離案内標識は、本来なら設置地点から目的地までの残りの距離を2段表示するのが一般的（例として敦賀市 - 三方上中郡若狭町間は、上段に「舞鶴」（中段なし）、下段に「小浜」を表記するのが基本的）だが、福知山市からの強い要請により全通から国吉城トンネル太田側坑口付近と終端付近の距離案内標識の最上段に「福知山」が追加され3段表記となっている。

## 交差する道路
- 上側が起点側、下側が終点側。左側が上り側、右側が下り側。
- 交差する道路は、県道以上の道路および立体交差をするもしくは立体交差をする計画の道路。特記がないものは市町道。

| 交差する道路など                                | 交差する道路など            | 交差する場所  | 交差する場所 | 交差する場所 | 備考                                                                             |
| ----------------------------------------------- | --------------------------- | ------------- | ------------ | ------------ | -------------------------------------------------------------------------------- |
| 金山バイパス 国道27号・国道162号 敦賀・福井方面 |                             |               |              |              |                                                                                  |
| 福井県道225号敦賀美浜線                         | 福井県道225号敦賀美浜線     | 三方郡 美浜町 | 佐田ランプ   |              | 県道225号はバイパス開通前の旧国道 金山BP敦賀方面⇔県道225号美浜原電方面のみの接続 |
| 福井県道118号東美浜停車場線                     | 福井県道118号東美浜停車場線 | 三方郡 美浜町 | 太田ランプ   |              | 東美浜駅方面                                                                     |
|                                                 | E27 舞鶴若狭自動車道        | 三方郡 美浜町 |              | 若狭美浜IC口 |                                                                                  |
| 若狭梅街道方面                                  | 東美浜駅方面                | 三方郡 美浜町 | 山上ランプ   |              |                                                                                  |
| 福井県道225号敦賀美浜線                         |                             | 三方郡 美浜町 | 佐柿ランプ   |              | 小浜方面⇔県道225号美浜原電方面のみ接続                                           |
| 国道27号・国道162号 小浜・舞鶴・福知山方面      |                             |               |              |              |                                                                                  |

## 道路施設
- 佐田1号橋（延長47m）
- 佐田トンネル（延長460m）
- 佐田2号橋（延長69.5m）
- 上野高架橋（延長268m）
- 太田川橋（延長47.5m）
- 城山跨線橋（延長50m） : 小浜線を跨ぐ
- 国吉城トンネル（延長570m）
- 佐柿高架橋（延長168m）

## 歴史
- 2003年（平成15年）9月13日 若狭路博2003のメインイベント開幕に先立って佐田ランプから山上ランプまでの3.2kmが暫定2車線で開通した。
- 2007年（平成19年）2月2日 国吉城トンネル（仮称:佐柿トンネル）が貫通した。
- 2009年（平成21年）3月29日 全線開通した。
- 2014年（平成26年）
  - 6月27日 佐田ランプ‐山上ランプ間が4車線化。
  - 7月20日 若狭美浜IC口交差点の供用開始。美浜東バイパスの整備事業が完了。
- 2015年（平成27年）4月1日 バイパス起終点で接続する旧道が、福井県へ移管となり国道の指定を解除され福井県道225号敦賀美浜線の一部となる。

## 交通量
平日24時間交通量（平成17年度道路交通センサス）
- 三方郡美浜町山本 : 11,503